# Conakry

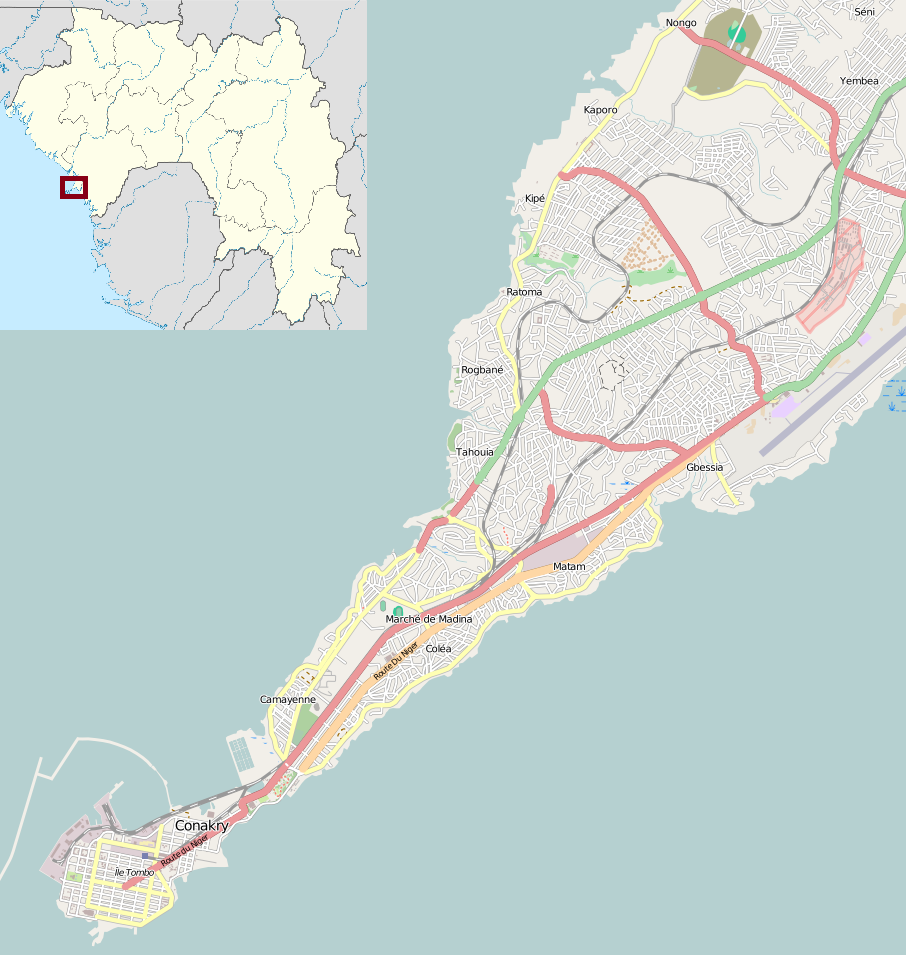
Conakry térképe

Conakry Guinea fővárosa és egyben legnagyobb városa.

## Földrajz
A város egy Atlanti-óceáni kikötőváros, amely a hosszú Kaloum-félszigeten helyezkedik el. A város KÉK-NyDNy irányban 39 km hosszú, erre merőlegesen 0,2-5,5 km széles: a környező mocsárból kiemelkedő egyenes dombháton fekszik, északi végével egy ezer méter magas hegycsúcsnak támaszkodva.

### Éghajlat
Conakry trópusi monszun éghajlattal rendelkezik, esős és száraz évszak váltja egymást. December és április között viszonylag kevés csapadék esik a városra, azonban a nedves évszakban rendkívül sok csapadék hullik a területre, éves viszonylatban mintegy 3800 mm eső.
| Hónap                         | Jan. | Feb. | Már. | Ápr. | Máj. | Jún. | Júl. | Aug. | Szep. | Okt. | Nov. | Dec. | Év   |
| ----------------------------- | ---- | ---- | ---- | ---- | ---- | ---- | ---- | ---- | ----- | ---- | ---- | ---- | ---- |
| Átlagos max. hőmérséklet (°C) | 32,2 | 33,1 | 33,4 | 33,6 | 33,2 | 31,8 | 30,2 | 29,9 | 30,6  | 30,9 | 32,0 | 32,2 | 31,9 |
| Átlaghőmérséklet (°C)         | 26,1 | 26,5 | 27,0 | 27,4 | 27,5 | 26,5 | 25,5 | 25,2 | 25,6  | 26,3 | 27,0 | 26,6 | 26,4 |
| Átlagos min. hőmérséklet (°C) | 19,0 | 20,2 | 21,2 | 22,0 | 20,7 | 20,2 | 20,4 | 20,8 | 20,7  | 20,4 | 21,0 | 20,1 | 20,6 |
| Átl. csapadékmennyiség (mm)   | 1    | 1    | 3    | 22   | 137  | 396  | 1130 | 1104 | 617   | 295  | 70   | 8    | 3784 |
| Havi napsütéses órák száma    | 223  | 224  | 251  | 222  | 207  | 155  | 108  | 86   | 135   | 189  | 207  | 213  | 2220 |
| Forrás: Hong Kong Observatory |      |      |      |      |      |      |      |      |       |      |      |      |      |

## Története

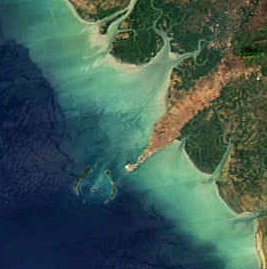
A város műholdképe

Conakry nevének jelentése: a vízen túl, illetve a külső part mely talán a település fekvésére utal.
A várost a Tombo-szigeten lévő kis halászfalu helyén 1889-ben Noël Ballay francia kormányzó alapította és a gyarmatosítóktól a helyi Konaakiri név franciásított változatát kapta. A franciák nyugat-afrikai birtokaik igazgatására kiszemelt Conakryt erődített kikötővé építették ki, innen kiindulva terjesztették ki fennhatóságukat Guinea belső vidékeire is. 1891-ben az akkor még csak a Tombo-szigetre kiterjedő és csak ezer lakosú Conakryt feltöltéssel hozzácsatolták a Kaloum-félsziget tengerbe benyúló csúcsához. A városnak 1885-ben ötszáznál kevesebb lakosa volt. Conakry 1904-ben Francia Guinea fővárosa lett, továbbá ekkor létesült egy kikötő, és egy vasútvonal is (amely ma nem működik).
1970-ben a szomszédos Portugál Guinea (ma Bissau-Guinea) függetlenségi háborúja átterjedt a városra, amikor azt 350 portugál katona valamint helyi szövetségese megtámadta és visszavonulás közben kiszabadított 26 portugál hadifoglyot. Az eredeti célt, azaz a kormány megdöntését és a PAIGC (Guinea Függetlenségének Afrikai Pártja) vezetőségének likvidálását nem sikerült elérni.
A Sekou Toure rezsim Camyenne (1969-től Mamadou Boiro) nevű koncentrációs tábora a város területén működött 1960 – 1984 között. A táborban becslések szerint ötezer-ötvenezer politikai fogoly pusztult el.
A városnak 1958-ban körülbelül 600 000 lakosa volt, míg ma ez a szám csaknem 2 000 000.

## Városrészei
Conakry városrészei jelenleg:
- Kaloum (városközpont)
- Dixinn (itt található például az egyetem)
- Ratoma (híres (hírhedt) az éjszakai életéről)
- Matam
- Matoto

## Nevezetes épületek
- Guineai Nemzeti Múzeum
- Guinea Palais du Peuple
- Conakry Grand Mosque

## Közlekedés
A városban található a Conakry-Gbessia nemzetközi repülőtér (a félsziget és a szárazföld találkozásánál, a déli oldalon).
A városban taxival vagy minibusszal (magbanas) lehet közlekedni. Ezek „megosztott használatban vannak”, ami azt jelenti, hogy a sofőr sok utast felvesz, akik hasonló úti céllal közlekednek (a potenciális utas az út mellett állva kiabálással jelzi a célállomást, ahova szeretne eljutni, így az arrafelé tartó taxis megáll), így a járművek gyakran zsúfoltak, nem is szólva ugyanakkor az élő állatok szállításáról.

## Infrastruktúra
A városban 2002 óta akadozik az áramellátás, és ennek következtében a vízellátás is. A városban éjszaka nem működik közvilágítás.